# Piestrzec
Piestrzec – wieś w Polsce położona w województwie świętokrzyskim, w powiecie buskim, w gminie Solec-Zdrój.
| SIMC    | Nazwa                | Rodzaj     |
| ------- | -------------------- | ---------- |
| 0270975 | Chałupki             | część wsi  |
| 0270981 | Marek                | przysiółek |
| 0270998 | Maternów             | przysiółek |
| 0271006 | Piestrzec Kapitulny  | część wsi  |
| 0271012 | Piestrzec Poduchowny | część wsi  |
| 0271029 | Woźnica Górna        | część wsi  |

W latach 1975–1998 miejscowość administracyjnie należała do województwa kieleckiego.